# Connie Culp
Connie Culp (* 26. März 1963; † 29. Juli 2020 in Cleveland, Ohio) war der erste Mensch in den Vereinigten Staaten und der vierte weltweit, an dem eine Gesichtstransplantation durchgeführt wurde. Sie wurde im Dezember 2008 vorgenommen.

## Gesichtsentstellung
Connie Culp wurde im September 2004 von ihrem Ehemann Thomas Culp bei einem fehlgeschlagenen erweiterten Suizid in Ohio ins Gesicht geschossen. Er überlebte und wurde 2005 wegen versuchten Mordes zu einer siebenjährigen Haftstrafe verurteilt.

## Gesichtstransplantation
Der Schuss der Schrotflinte zerstörte Culps Nase, ihre Wangen, den oberen Mundbereich und ein Auge. Bereits vor der Gesichtstransplantation am 10. Dezember 2008 musste sie sich 30 Operationen unterziehen. Die Chirurgin Maria Siemionow leitete ein Ärzteteam bei der 22-Stunden-Operation, in der 80 Prozent des Gesichts durch das einer Frau ersetzt wurden, die kurz zuvor gestorben war. Auch ihre Nase wurde wieder aufgebaut. Das rechte Auge war blind, das linke Auge stark beschädigt. 
Nach den Operationen konnte sie sprechen, lächeln und wieder normal essen. Sie setzte sich für Opfer von Verbrennungen und Entstellungen ein.

## Tod
Connie Culp starb laut Aussage eines Sprechers des Krankenhauses infolge einer Infektion, die nicht mit den Transplantationen im Zusammenhang stand.